# Evangelische Kirche Böddiger

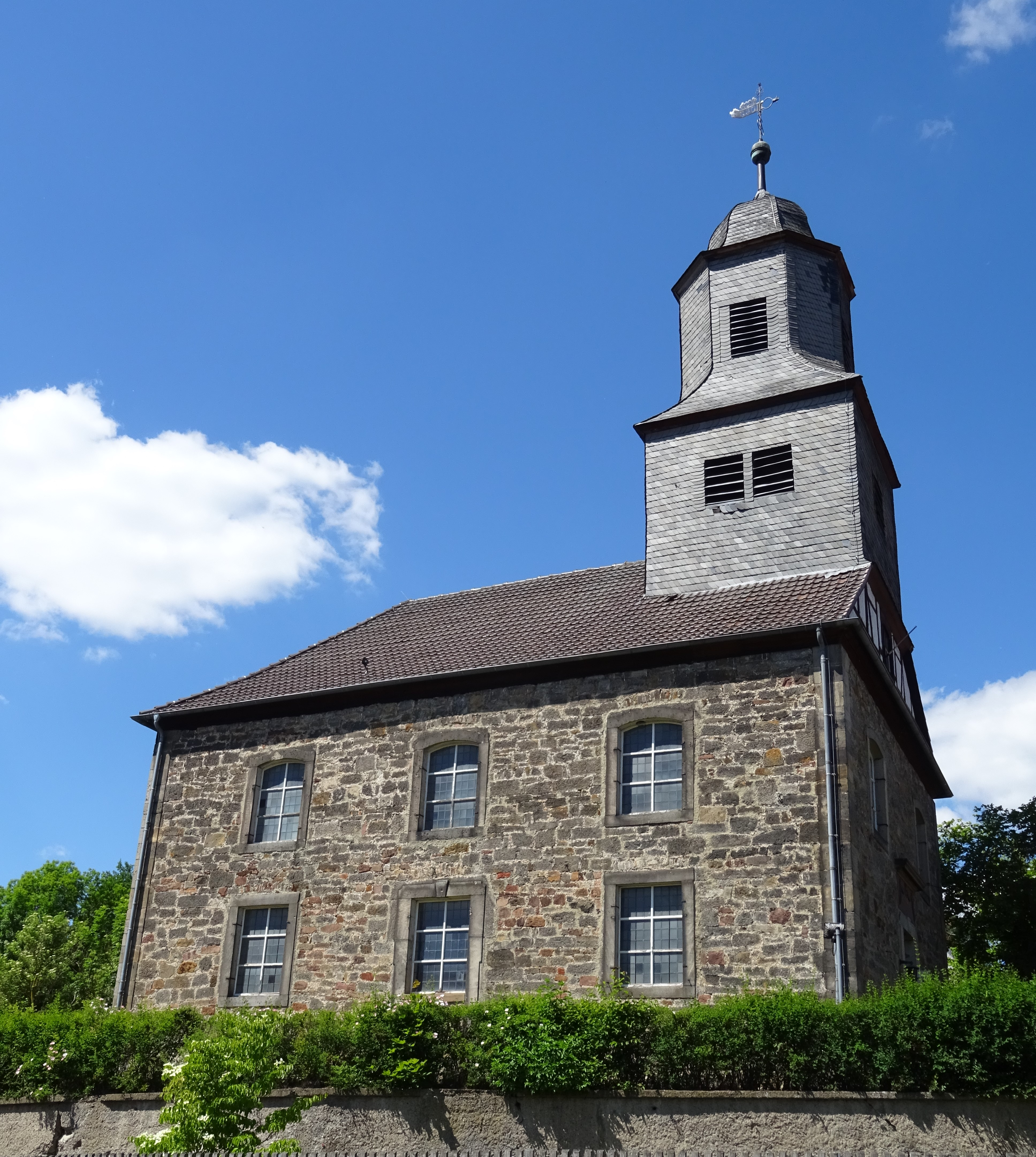
Kirche Böddiger

Die Evangelische Kirche Böddiger, auch Friedenskirche, ist ein denkmalgeschütztes Kirchengebäude in Böddiger, einem Stadtteil von Felsberg im Schwalm-Eder-Kreis (Hessen). Sie gehört zum Kirchspiel Felsberg im Kirchenkreis Schwalm-Eder der Evangelischen Kirche von Kurhessen-Waldeck.
Der schlichte Saalbau wurde 1799 an Stelle einer Vorgängerkirche errichtet. Er ist mit einem hohen Haubendachreiter bekrönt. Der Taufstein mit Blendmaßwerk stammt aus der Mitte des 15. Jahrhunderts, die Orgel wurde in der ersten Hälfte des 18. Jahrhunderts gebaut. Das Lesepult mit Negativrelief von 1999, passend zum Sandsteinrelief über der Eingangstür mit dem Symbol Gerechtigkeit, Frieden und Bewahrung der Schöpfung der Gebrüder Franke, Felsberg aus 1982, stammt vom Kasseler Holzbildhauer Andreas Tollhopf. Im Turm hängen drei Glocken.